# Einar Elkær
Einar Elkær er en roman af Johannes V. Jensen. Den udkom i 1898 på Det Nordiske Forlag.
Det var forfatterens anden finlitterære roman, — efter den finlitterære debut med Danskere i 1896.
Titelpersonen er barn af en læge der nedsatte sig "oppe i Jylland" i begyndelsen af 1890'erne.

## Baggrund
Einar Elkær var skrevet i 1897.
Den første oplysning om romanen som Oluf Friis opsporede er et brev fra forfatteren i Oslo (Kristiania) til forlæggeren Ernst Bojesen den 25. december 1897 hvor han skrev
| „ | Jeg sender Dem her Bogen efter at have omarbejdet den fra først til sidst. Jeg kan ikke gøre den bedre nu. Titlen "Saltomortaler" blev mig for letbenet og stemmer heller ikke rigtig længere, jeg kalder da Bogen efter Hovedpersonens Navn. Man maa gerne mindes "Niels Lyhne". Jeg tror, at Bogen burde komme sidst i Januar eller først i Februar, naar Folks Munde er oplagte til en Bid Rugbrød efter de mange Sødekager. Den vil blive omkring ved 300 Sider stor, saavidt jeg kan beregne. | “ |

"Niels Lyhne" der henvises til er J.P. Jacobsens roman der var udkommet 17 år tidligere.

## Analyse
En analyse af romanen knytter den til dekadentbevægelsen og vitalisme.
Romanen er også anset som sammenlignelig med Knut Hamsuns Mysterier fra 1892.
En påstand om at Johannes V. Jensen og hans Einar Elkær var påvirket af Julius Langbehn blev afvist af forfatteren og sablet ned af Leif Nedergaard.

## Udgaver og afledte værker
Johannes V. Jensen tog senere afstand fra romanen og ønskede den ikke længere udgivet.
Forfatteren havde i 1933 fortalte i teksten Hvordan jeg blev Skribent:
| „ | Denne Studenterbog [dvs. hans tidligere roman "Danskere"], som den næste følgende [dvs. "Einar Elkær"], var hutlet ned efter daværende nyeste Mønstre, hvad man kunde kalde Nødtørftsliteraturen, med egne og fingerede Oplevelser uanstændigt rodet sammen, og en skrøbelig Raahed i Tonen, som den Gang gik for Fremskridtlighed, Firserne! Det har senere æklet mig at jeg lod mig forlede til at bruge denne Skoles Form, skønt noget af Hensigten var at sprænge den, jeg har derfor senere strøget disse Forsøg af min Produktion, uden Held, her er et Hul paa mig, det er klart Literaturehistorikerene vil stikke i det. Man kan ikke gøre noget uskrevet, og man tager sin Dom; men man kan hindre den videre Udbredelse af et flovt Begynderarbejde; og det har jeg gjort. Mit egentlige Forfatterskab begynder imidlertid med Himmerlandshistorierne. | “ |

Efter hans død tillod arvingerne dog udgivelse igen og den kom i flere udgaver.
Det Kongelige Bibliotek har indskannet førsteudgaven.
Udgaven fra 1967 er indlæst af Jørgen Ask og tilgængelig fra Nota.
Fragmenter fra kapitel 2 er benyttet til Danske Digterruter på Lovns Halvøen.
Fra kapitel 2 er det første fragment:
| „ | Einar og Betty sad ved hinandens Side og blev lidt efter lidt glade. Betty tilsvor Einar evig Kærlighed. Ja det gjorde Einar ogsaa, sagde han. Men Einar var mere anlagt for Nuet. Solen bagte paa dem. Det var Einar, der fik den underfundige Ide, at de skulde gaa i Vandet. Betty vilde gærne, det var kvælende varmt. Bag en lille Brink, hvor der var en blød Græsplet, tog de Tøjet af. Einar maatte love at vende Hovedet bort. Han gjorde det ogsaa, men pludselig vendte han sig alligevel og saa paa Betty, just som hun drog sin lille Chemise over Hovedet. Hun rødmede over hele Legemet — som en hvid Rose, der glider ind i rødt Lys. | “ |